# Noman Çelebicihan
Noman Çelebicihan (en tatar de Crimée : نعمان چلبى جهان, en ukrainien : Номан Челебіджіхан) était un homme politique et poète tatare de Crimée.

## Biographie
Après des études à Istanbul, il retournait en Crimée pour se faire élire à la Kurultaï du peuple tatare de Crimée comme représentant de la Milliy Firqa, parti politique musulman, et devint premier président de la République populaire de Crimée .

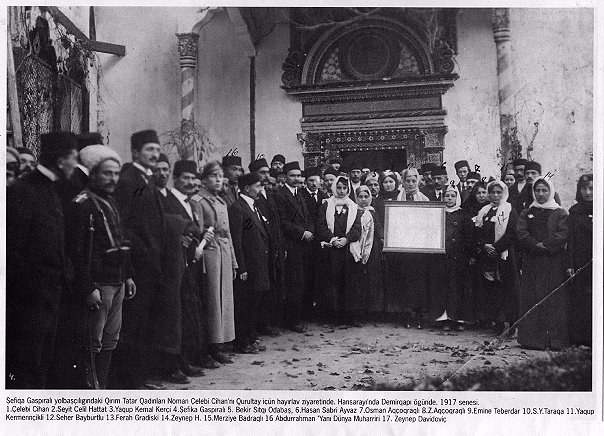
En 1917 au Hansaray, Congrès national des peuples Tatars de Crimée avec Chefika Gasprinskyi, Asan Sabri Ayvazov, Cafer Seydahmet Kırımer, Osman Aktchokrakli, Seitcelil Hattat.

## Hommages
Le Bataillon Noman Çelebicihan porte son nom.